# Noël Aubin
Noël Aubin (Tours, 23 décembre 1754 - Tours, 18 août 1835) est un libraire-éditeur et auteur dramatique français.

## Biographie
Fils d'un maître cirier dont il continue d'abord la profession, il est arrêté à Tours puis relâché en l'an III et s'établit alors comme libraire-éditeur à Paris (vers 1795), travaillant en association avec l'imprimeur-libraire J.-M. Chevet.
Entre 1799 et 1802, il publie plusieurs comédies sous les pseudonymes de Desfougerais ou Desfougerets et édite (1793-1797) et traduit (1795-1802) diverses œuvres, en particulier d'auteurs britanniques comme James Harrington ou Oliver Goldsmith. Ses œuvres sont alors jouées au Théâtre du Vaudeville.
Cessant son activité de libraire (1814), il se réinstalle à Tours et y publie, ainsi qu'à Blois et Loches, plusieurs pièces de théâtre. Il meurt à Tours en août 1835.

## Œuvres
- Le Rosier, chanson, musique d'Émile Deschamps, 1798
- Le Déménagement du Salon ou le Portrait de Gilles, comédie-parade en un acte et en vaudevilles, avec René de Chazet, François-Pierre-Auguste Léger et Emmanuel Dupaty, 1799
- Gilles aéronaute, ou l'Amérique n'est pas loin, comédie-parade en un acte, mêlée de vaudevilles, avec Armand Gouffé et Jean-Michel-Pascal Buhan, 1799
- Les Deux Bluettes, comédie, 1799
- Chamfortiana, ou Recueil choisi d'anecdotes piquantes et de traits d'esprit de Chamfort, 1800
- Pannard, clerc de procureur, comédie-vaudeville en un acte et en prose, 1802
- Les Avoués en voyage, ou la Méprise, comédie en 2 actes et en prose, 1815
- L'Ami des pauvres et de son pays, ou l'Ennemi des abus, comédie, 1824
- La Maladie de l'imagination, peinte par l'homme de la nature, comédie, 1824
- Les Trois Domiciles, ou le Pauvre rentier, comédie en 2 actes et en prose, 1824